# Apple Watch Series 6
Apple Watch Series 6 — шестое поколение смарт-часов от корпорации Apple Inc., вышедших 15 сентября 2020 года. Часы были представлены на осенней конференции Apple, проходившей 15 сентября 2020 года в онлайн формате. Были показаны вместе с родственной, более облегчённой версией SE.
В России появились в продаже 23 сентября 2020 года.

## Характеристики
Как и предыдущие версии, часы имеют GPS/ГЛОНАСС, компас, «всегда включённый» высотомер, кнопку «SOS», датчик внешней освещённости, а также Apple Pay и GymKit
Новинками в этой модели являются датчики сатурации и ЭКГ, которые не доступны в некоторых странах, последний — стал доступен на территории РФ только спустя два месяца после выхода этого поколения часов.
Также «Карты» на часах теперь умеют составлять маршрут для велосипедов, а Siri предлагает языковой перевод.

## Дизайн
Внешних форменных отличий модель не имеет, но появилась новая цветовая гамма: синий и PRODUCTRED.